# (8906) Yano
(8906) Yano – planetoida z grupy pasa głównego asteroid okrążająca Słońce w ciągu 5 lat i 267 dni w średniej odległości 3,2 au. Została odkryta 18 listopada 1995 roku przez Takao Kobayashiego. Przed nadaniem nazwy planetoida nosiła oznaczenie tymczasowe (8906) 1995 WF2.